# Ecología de la recreación
La Ecología de la recreación es el estudio científico de las relaciones ecológicas hombre-naturaleza dentro de un contexto recreativo. Los estudios preliminares se centraron principalmente en los impactos de los visitantes en áreas naturales. Mientras que los primeros estudios sobre impactos humanos datan de finales de la década de los 20, no fue sino hasta los 70s que se reunió una importante cantidad de material documental sobre ecología de la recreación, época en la cual algunos países sufrieron un exceso de visitantes en áreas naturales, lo que ocasionó desequilibrios dentro de procesos ecológicos en dichas zonas. A pesar de su importancia para el turismo sostenible y para el manejo de áreas protegidas, la investigación en este campo ha sido escasa, dispersa y relativamente desarticulada, especialmente en países biodiversos. 

## Investigación
Dentro de los elementos estudiados se encuentran el suelo, la vegetación, el agua, y recientemente se han incluido la fauna y los microorganismos, aunque la mayor parte de las investigaciones se han concentrado en senderos y sitios específicos de recreación. Las relaciones Uso-Impacto, la resistencia y la resiliencia ambientales, la efectividad de manejo, las técnicas de monitoreo, y la capacidad de carga, son algunos de los temas principales en la ecología de la recreación. Los resultados de los estudios han sido aplicados para educar visitantes, apoyar a administradores en toma de decisiones y proveer bases científicas para el desarrollo de metodologías destinadas al manejo planificado tales como:
- El Límite de Cambio Aceptable (LCA o LAC en inglés)
- La Experiencia del Visitante y Protección del Recurso (EVPR o VERP en inglés)

## Ecoturismo
El reciente crecimiento del ecoturismo ha creado nuevos campos para los estudios de ecología de la recreación, especialmente en países en vías de desarrollo dónde el ecoturismo es fuertemente promocionado como estrategia de desarrollo local. Existe una creciente preocupación sobre la sostenibilidad de dichas propuestas ecoturísticas las cuales generarán, sin programas serios de monitoreo, impactos sustanciales sobre los destinos ecoturísticos, los cuales son generalmente ecosistemas frágiles habitados por comunidades vulnerables y poco preparadas a la llegada de visitantes.

## Lecturas recomendadas (en inglés)
- Liddle, M. (1997) Recreation Ecology: The Ecological Impact of Outdoor Recreation and Ecotourism, London: Chapman & Hall.
- Newsome, D., Moore, S.A. and Dowling, R.K. (2001). Natural Área Tourism: Ecology, Impacts, and Management, Clevedon, UK: Channel View Books.

- Datos: Q7303061